# Karolina-szigetek
A Karolina-szigetek a Csendes-óceán nyugati részén, Új-Guineától északra fekvő apró szigetek szétszórt csoportja. Politikailag megoszlik a csoport keleti részén található Mikronéziai Szövetségi Államok és a nyugati végén lévő Palau között.
Történelmileg a területet Új-Fülöp-szigeteknek is nevezték, mivel a spanyol Kelet-India részét képezte, és a Fülöp-szigeteki Manilából irányították.

## Földrajz
A szigetcsoport egy hatalmas területen fekszik a Fülöp-szigetektől keletre, az Egyenlítőtől északra, több mint két millió négyzetkilométer felületen, amelynek csak egy töredéke (kb 1160 km²) száraz földterület. A csoport kb. 900 kis korallszigetből áll.
A szigetek többsége alacsony, lapos korall-atoll, de néhány sziget magasan a tengerszint fölé emelkedik. A fő sziget a Mikronéziai Szövetségi Államok tartozó Pohnpei.

## Éghajlat
Az éghajlat trópusi nedves és meleg, a hőmérő decemberben 25–30 °C-ot, júniusban pedig többnyire 29–31 °C-ot mutat. Novembertől márciusig az északkeleti passzátszél fúj , áprilistól szeptemberig a délkeleti passzátszél. Az időnkénti hurrikánok súlyos károkat okoznak.

## Lakosság
Az őslakók különböző mikronéziai nyelveken beszélnek, de jelentős populációt tesznek ki a filippínók és a japánok is. A közigazgatásban és a kereskedelemben az angol nyelvet beszélik.
Elsősorban mezőgazdaságból és halászatból élnek.
Hagyományosan hisznek a Legfelsőbb Lényben (Yalafar) és a rossz szellemben (Can). A kiterjedt misszionáriusi munka miatt mára a kereszténység az elsődleges vallás.

## Fordítás
- Ez a szócikk részben vagy egészben  a   Caroline Islands című angol Wikipédia-szócikk fordításán alapul.  Az eredeti cikk szerkesztőit annak laptörténete sorolja fel. Ez a jelzés csupán a megfogalmazás eredetét és a szerzői jogokat jelzi, nem szolgál a cikkben szereplő információk forrásmegjelöléseként.